# Carta del Lavoro
Die Charta der Arbeit von 1927 (italienisch Carta del Lavoro) war ein grundlegendes Dokument des italienischen Faschismus. Es enthielt neben Gesetzesbestimmungen auch Programmsätze für die zukünftige Gesetzgebung und Politik.

## Geschichte und Inhalt
Die Charta wurde von den Juristen Carlo Costamagna und Alfredo Rocco erstellt, am 21. April 1927 vom Großen Faschistischen Rat verabschiedet  und am 30. April 1927 in der Gazzetta Ufficiale veröffentlicht. Kommentare aus der Zeit des Faschismus stammten von Giovanni Gentile und Giuseppe Bottai. Das Dokument enthält 30 Artikel, die vielfach die Form von Postulaten annehmen. Es beginnt mit einer Definition der italienischen Nation als moralische, politische und ökonomische Einheit, die vollständig im faschistischen Staat verwirklicht wird.
Die Charta der Arbeit ist durch die Ideologie des Korporatismus geprägt, der als dritter Weg zwischen sozialistischem Kollektivismus einerseits sowie Liberalismus und Kapitalismus andererseits erscheint. Benito Mussolini und seine Anhänger feierten die Charta als „Richtschnur für die gesamte soziale Gesetzgebung“. Artikel 2 beschreibt die Arbeit als soziale Pflicht.
Den Privatunternehmen wird in der Charta große Bedeutung zugewiesen. Artikel 7 lautet:

„Der korporative Staat betrachtet die Privatinitiative im Umfeld der Produktion als effizientestes Instrument, das am ehesten im Interesse der Nation liegt.“

Zu staatlichen Eingriffen heißt es in Artikel 9:

„Ein staatlicher Eingrff in die ökonomische Produktion findet nur statt, wenn Privatinitiaven fehlen oder sich als ungenügend erweisen, oder wenn politische Interessen des Staates im Spiele sind. Ein solcher Eingriff kann die Form der Kontrolle, der Ermutigung oder der direkten Führung annehmen.“

Artikel 5 legt zur Regelung von Konflikten ein Arbeitsgericht („Magistratura“) fest, dessen Mitglieder jedoch nicht von den Arbeitern, sondern vom Staat ernannt werden.
Nach dem Sturz des faschistischen Regimes wurde die Charta der Arbeit am 9. November 1944 offiziell abgeschafft.